# أنخيل (اسم)
أنخيل (بالإنجليزية: Angel) أو أنجيل هو اسم علم شخصي يستخدم لكلا الجنسين، يعتبر من الأسماء المنتشرة في الغرب وخصوصاً في الدول اللاتينية والدول الناطقة بالإسبانية، معنى الاسم الملاك أو الرسول. ولهذا الاسم أشكال أخرى مثل أنخيلا و أنجيلا و أنجيلينا و أنجيلو في اللغة الإيطالية.

## الشخصيات
- أنخيل دي ماريا لاعب كرة قدم أرجنتيني
- أنخيل كاسيرو متسابق دراجات هوائية إسباني
- أنخيل دي سابيدرا سياسي وشاعر إسباني
- أنخيل أرويو متسابق دراجات هوائية إسباني
- أنخيل غوميز متسابق دراجات هوائية إسباني
- أنخيل كاسيرو متسابق دراجات هوائية إسباني
- أنخيل كوريا لاعب كرة قدم أرجنتيني
- أنجيل لافيتا لاعب كرة قدم إسباني
- أنغيل يوردانيسكو لاعب كرة قدم روماني